# Richia grotei
Richia grotei là một loài bướm đêm trong họ Noctuidae.